# Dirección de Infraestructura de Managua
La Dirección de Infraestructura de Managua es una dependencia técnica de la Alcaldía de Managua, responsable del diseño, ejecución y supervisión de obras públicas en la capital de Nicaragua. Esta dirección coordina proyectos relacionados con la red vial, puentes, pasos a desnivel, sistemas de drenaje pluvial, parques, plazas y otras obras de infraestructura urbana.

## Funciones
Entre sus principales funciones se encuentran:
- Elaborar planes de desarrollo urbano e infraestructura.
- Supervisar la construcción y rehabilitación de calles, avenidas, pasos a desnivel y obras de drenaje.
- Coordinar con instituciones nacionales e internacionales en proyectos de desarrollo[2]
- Gestionar el mantenimiento preventivo y correctivo de obras municipales.

## Proyectos destacados
Algunos de los proyectos más relevantes desarrollados por esta dirección incluyen:
- Paso a desnivel Rubén Darío
- Mejoramiento vial de la Pista Juan Pablo II
- Construcción de puentes vehiculares en barrios periféricos
- Ampliación de la red de drenaje pluvial en zonas vulnerables[1]